# La Salle-et-Chapelle-Aubry
La Salle-et-Chapelle-Aubry là một xã thuộc tỉnh Maine-et-Loire trong vùng Pays de la Loire phía tây nước Pháp. Xã này nằm ở khu vực có độ cao trung bình 105 mét trên mực nước biển.